# Festa Major de la Verneda i Sant Martí
La Festa Major de la Verneda de Sant Martí se celebra la primera quinzena de novembre als barris de la Verneda i Sant Martí de Provençals, al districte de Sant Martí de Barcelona. La coordinadora d'Entitats VERN és l'encarregada d'organitzar la festa, que es fa en honor de Sant Martí, una festivitat que celebra la diada l'11 de novembre. Durant dos caps de setmana de principi de novembre es fan tota mena d'activitats esportives, culturals i de lleure. Pel que fa a la cultura popular i tradicional, cal destacar la cercavila gegantera, l'actuació dels Castellers de Barcelona, el matí de festa major i la cantada d'havaneres final.

## Motiu
Sant Martí és el patró de les festes de la Verneda, pel vincle amb l'església parroquial de Sant Martí de Provençals. L'edifici data del segle xi, època en què era molt comuna la consagració d'esglésies a Sant Martí de Tours, un dels sants més populars de l'edat mitjana a tot Europa.

## Actes destacats
- Concentració de gegants i cercavila. La Colla Gegantera de la Verneda - Sant Martí organitza una trobada a la rambla de la Selva de Mar el dissabte de festa major. Després de la lectura del pregó, arrenca una cercavila pels carrers del barri encapçalada per en Martí i la Dolça, la parella amfitriona.[2]
- Actuació castellera. Paral·lelament a la trobada gegantera a la rambla de la Selva de Mar, els castellers de Barcelona, molt vinculats al districte, hi fan una actuació.[2]
- Matí de festa major. El diumenge següent, a la rambla de Guipúscoa i la de la Selva de Mar, es fan un seguit d'actes de cultura popular i associacionisme. Per un costat hi ha la mostra d'entitats del barri i per un altre, una exhibició de dansa tradicional.[2]
- Havaneres. L'últim acte de la festa major és la cantada d'havaneres, que es fa al parc de Sant Martí, acompanyada de rom cremat.[2]